# Parafia św. Marii Magdaleny w Sernikach
Parafia Świętej Marii Magdaleny w Sernikach – parafia rzymskokatolicka w Sernikach, należąca do archidiecezji lubelskiej i Dekanatu Lubartów. Została erygowana w 1603 roku. Mieści się pod numerem 2. Parafię prowadzą księża diecezjalni.

## Zasięg parafii
Do parafii należą wierni z następujących miejscowości: Czerniejów, Nowa Wieś, Nowa Wola, Serniki-Kolonia, Serniki, Wola Sernicka-Kolonia, Wola Sernicka, Wólka Zabłocka.